# Blizzard of Ozz
Blizzard of Ozz é o álbum de estreia do vocalista britânico de heavy metal Ozzy Osbourne, lançado a 20 de Setembro de 1980 pela Jet Records. O álbum é o primeiro lançamento de Osbourne desde que foi despedido em 1979 do Black Sabbath. Osbourne admitiu que na altura das gravações, sentia que estava em competição direta com a sua ex-banda. Foi o primeiro de dois álbuns de estúdio que Osbourne gravou com o guitarrista Randy Rhoads, antes de sua morte em 1982.
As faixas "Crazy Train" e "Mr. Crowley" foram lançadas como singles em 1980, no mesmo dia que o lançamento do álbum. Nesse ano, “Crazy Train” conseguiu a posição #9 nas tabelas da Billboard e em 2009, o estatuto de 2× Platina. Apesar de ter tido pouca rotação na rádio quando foi lançada, "Crazy Train" tornou-se uma das canções assinatura de Osbourne e ao longo dos anos seguintes uma parte importante das listas de reprodução das rádio de rock.
Um sucesso comercial, Blizzard of Ozz já vendeu mais de 6 milhões de cópias mundialmente, fazendo dele o álbum mais vendido de Osbourne. Foi certificado 4x Platina nos Estados Unidos, um feito que Osbourne só iria conseguir de novo em 1991 com No More Tears. No Reino Unido, foi o primeiro de quatro álbuns de Osbourne a conseguir a certificação de Prata (60,000 unidades vendidas) pela British Phonographic Industry. Em 2017, foi eleito o 9º melhor álbum de metal de todos os tempos pela revista Rolling Stone.
A abertura "I Don't Know" é a segunda música mais tocada de Ozzy, atrás apenas de "Crazy Train". "Goodbye to Romance" foi a primeira música escrita para o disco. A faixa instrumental "Dee" foi escrita por Randy em homenagem à sua mãe. A letra de "Suicide Solution" fala da morte como consequência do abuso de bebidas alcoólicas e foi escrita por Bob com base nos hábitos intensos de Ozzy; seu riff, por sua vez, foi baseado num outro riff de Randy Rhoads havia usado em seu grupo anterior, Quiet Riot: "Force of Habit". A faixa ganhou fama após os pais de um jovem de 19 anos processarem o cantor, alegando que o rapaz cometeu suicídio após ouvi-la. O caso acabou rejeitado em 1988, quatro anos após a morte.
"No Bone Movies" foi escrita por Bob para expressar seu desgosto por filmes pornográficos. "Revelation (Mother Earth)" discute as mudanças climáticas e faz alusão a passagens bíblicas para criticar os danos ao planeta causados por humanos. "Steal Away (The Night)" foi colocada como encerramento porque, segundo Ozzy, "Eu sempre gostei da ideia de encerrar o álbum com uma faixa acelerada, como terminar a apresentação ao vivo com 'Paranoid'."
| Críticas profissionais                                                      | Críticas profissionais |
| Avaliações da crítica                                                       | Avaliações da crítica  |
| Fonte                                                                       | Avaliação              |
| --------------------------------------------------------------------------- | ---------------------- |
| AllMusic                                                                    | [ 9 ]                  |
| Encyclopedia of Popular Music                                               | [ 10 ]                 |
| Examiner                                                                    | [ 11 ]                 |
| Rolling Stone                                                               | [ 12 ]                 |
| The Rolling Stone Album Guide                                               | [ 13 ]                 |
| Martin C. Strong                                                            | 7/10                   |
| MusicHound                                                                  | [ 15 ]                 |
| Esta tabela precisa de ser acompanhada por texto em prosa. Consulte o guia. |                        |

## Faixas
Todas faixas escritas por Bob Daisley, Ozzy Osbourne e Randy Rhoads, exceto onde anotado.
| N.º            | Título                                                | Compositor(es)                     | Duração |  |
| 1.             | "I Don't Know"                                        |                                    | 5:14    |  |
| 2.             | "Crazy Train"                                         |                                    | 4:56    |  |
| 3.             | "Goodbye To Romance"                                  |                                    | 5:36    |  |
| 4.             | "Dee"                                                 | Rhoads                             | 0:50    |  |
| 5.             | "Suicide Solution"                                    |                                    | 4:16    |  |
| 6.             | "Mr. Crowley"                                         |                                    | 4:50    |  |
| 7.             | "No Bone Movies"                                      | Dasley, Lee Kerslake, Ozzy, Rhoads | 3:58    |  |
| 8.             | "Revelation (Mother Earth)"                           |                                    | 6:09    |  |
| 9.             | "Steal Away (The Night)"                              |                                    | 3:30    |  |
| 10.            | "You Lookin' at Me Lookin' at You" (Remaster de 2002) |                                    | 4:16    |  |
| 11.            | "Crazy Train" (Remaster de 2002)                      |                                    | 4:50    |  |
| Duração total: | Duração total:                                        | Duração total:                     | 48:25   |  |

## Créditos
- Ozzy Osbourne — vocal
- Randy Rhoads — guitarra
- Bob Daisley — baixo
- Lee Kerslake — bateria
- Don Airey — teclado
- Robert Trujillo — baixo em "You Lookin' at Me Lookin' at You"
- Mike Bordin — bateria em "You Lookin' at Me Lookin' at You"